# Brayan Hurtado
Brayan Yohangel Hurtado Cortesía (Puerto Ordaz, Bolívar, Venezuela; 21 de junio de 1999) es un futbolista venezolano que juega como delantero en Miramar Misiones de la Primera División de Uruguay.

## Estadísticas
| Club                              | Div.          | Temporada     | Liga  | Liga  | Copas nacionales | Copas nacionales | Torneos internacionales | Torneos internacionales | Total | Total |
| Club                              | Div.          | Temporada     | Part. | Goles | Part.            | Goles            | Part.                   | Goles                   | Part. | Goles |
| --------------------------------- | ------------- | ------------- | ----- | ----- | ---------------- | ---------------- | ----------------------- | ----------------------- | ----- | ----- |
| Mineros de Guayana · Venezuela    | 1.ª           | 2016          | 3     | 0     | ?                | ?                | —                       | —                       | 3     | 0     |
| Mineros de Guayana · Venezuela    | 1.ª           | 2017          | 33    | 9     | ?                | ?                | —                       | —                       | 33    | 9     |
| Mineros de Guayana · Venezuela    | 1.ª           | 2018          | 25    | 5     | ?                | ?                | 2                       | 0                       | 27    | 5     |
| Mineros de Guayana · Venezuela    | 1.ª           | 2019          | 1     | 0     | ?                | ?                | —                       | —                       | 1     | 0     |
| Mineros de Guayana · Venezuela    | 1.ª           | 2020          | 20    | 5     | —                | —                | 2                       | 0                       | 22    | 5     |
| Mineros de Guayana · Venezuela    | Total club    | Total club    | 82    | 19    | ?                | ?                | 4                       | 0                       | 86    | 19    |
| Portland Timbers 2 Estados Unidos | 2.ª           | 2019          | 26    | 7     | —                | —                | —                       | —                       | 26    | 7     |
| Portland Timbers 2 Estados Unidos | Total club    | Total club    | 26    | 7     | 0                | 0                | 0                       | 0                       | 26    | 7     |
| Cobresal · Chile                  | 1.ª           | 2021          | 28    | 12    | 2                | 0                | 0                       | 0                       | 30    | 12    |
| Cobresal · Chile                  | Total club    | Total club    | 28    | 12    | 2                | 0                | 0                       | 0                       | 30    | 12    |
| Deportes Antofagasta · Chile      | 1.ª           | 2022          | 20    | 1     | 3                | 0                | 8                       | 2                       | 31    | 3     |
| Deportes Antofagasta · Chile      | 2.ª           | 2023          | 28    | 3     | 2                | 3                | —                       | —                       | 30    | 6     |
| Deportes Antofagasta · Chile      | Total club    | Total club    | 48    | 4     | 5                | 3                | 8                       | 2                       | 61    | 9     |
| Universidad Central · Venezuela   | 1.ª           | 2024          | 25    | 3     | 1                | 0                | 0                       | 0                       | 26    | 3     |
| Universidad Central · Venezuela   | Total club    | Total club    | 25    | 3     | 1                | 0                | 0                       | 0                       | 26    | 3     |
| Total carrera                     | Total carrera | Total carrera | 209   | 43    | 8                | 3                | 12                      | 2                       | 229   | 50    |
| 1. 2. 3.                          |               |               |       |       |                  |                  |                         |                         |       |       |